# Stilbum
Stilbum is een geslacht van vliesvleugelige insecten van de familie Goudwespen (Chrysididae).

## Soorten
- S. calens (Fabricius, 1781)
- S. cyanurum (Forster, 1771)
- S. pici Du Buysson, 1896
- S. splendidum